# Sinocalliopteryx
Sinocalliopteryx (dt.: wundervolle chinesische Feder) war die größte Gattung der theropoden Dinosaurier-Familie der Compsognathidae. Die einzige bekannte Art ist Sinocalliopteryx gigas aus der chinesischen Yixian-Formation in der Provinz Liaoning, die zugleich der größte nachweislich befiederte Dinosaurier aus dieser Formation ist.

## Beschreibung

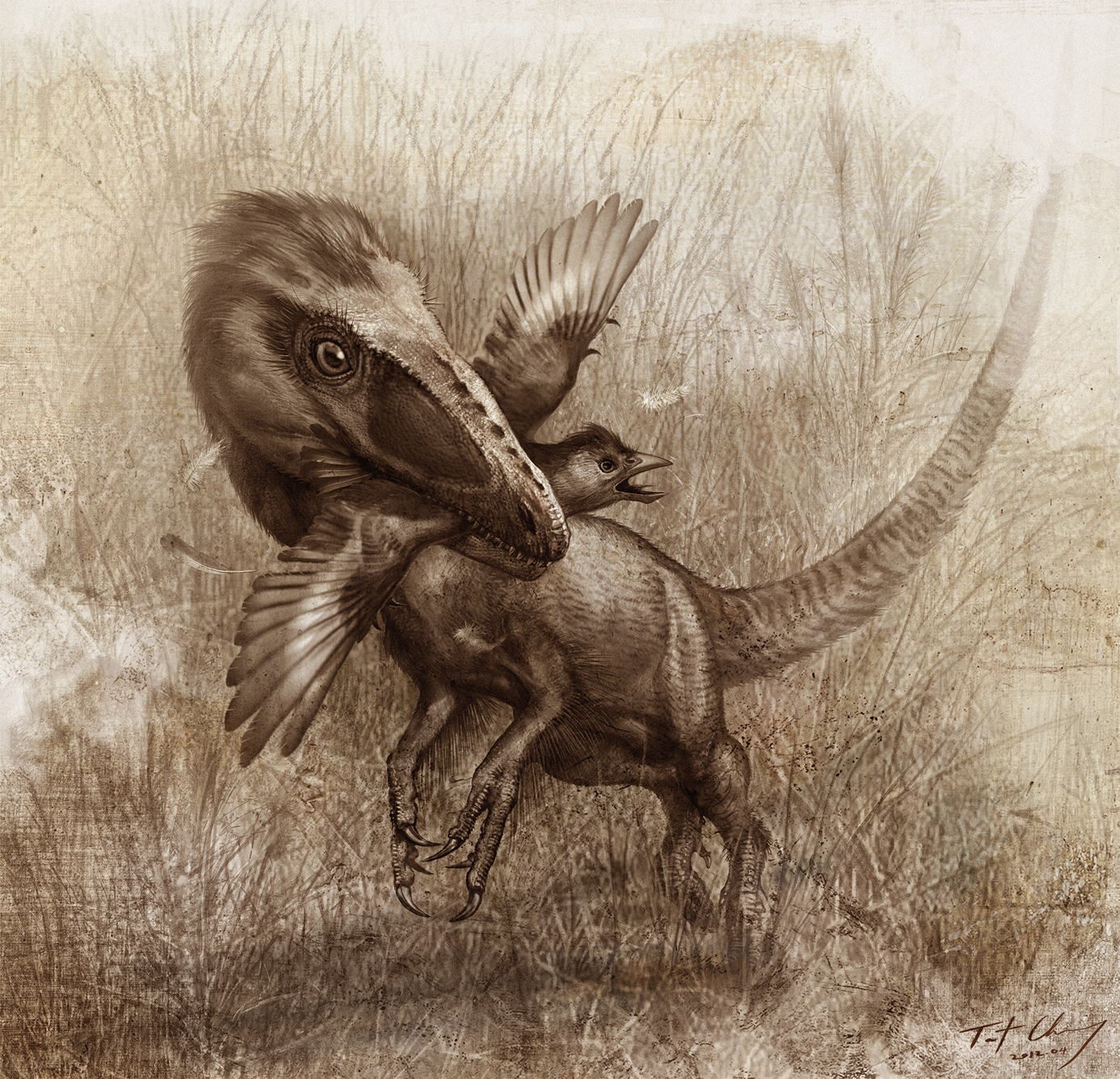
Sinocalliopteryx frisst Confuciusornis

Die Gattung Sinocalliopteryx ist uns durch ein gut erhaltenes Exemplar aus den chinesischen Yixian-Formation Lagerstätten, genauer dem Jianshangou-Becken bekannt, das auf die Unterkreide (frühes Aptium) datiert wird. Dieses ist annähernd 2,50 m lang und somit das größte je entdeckte Fossil eines Compsognathiden. Sinocalliopteryx war bis auf wenige Körperstellen, wie die Enden der Extremitäten, komplett befiedert und besaß für Compsognathiden typische kurze Arme, jedoch ungewöhnlich lange Hände mit kräftigen Klauen. Daneben fand sich in der Magenregion des Holotypus ein Beinfragment eines kleineren, inzwischen als Sinornithosaurus identifizierten dromaeosauriden Theropoden, was Sinocalliopteryx als Jäger ausweist. In der Magenregion eines zweiten Sinocalliopteryx-Fossils fanden Wissenschaftler Überreste von zwei Exemplaren des Urvogels Confuciusornis.

## Lebensweise
Das Skelett zeigt deutliche Anpassungen an ein aktives räuberisches Leben. Wie alle Compsognathiden war Sinocalliopteryx ein schneller und agiler Läufer, im Gegensatz zu seinen Verwandten war er jedoch durchaus in der Lage auch wehrhafte, ungefähr gleich große Beutetiere zu erlegen und grenzt sich so beispielsweise von Compsognathus oder Juravenator ab. Sein Lebensraum, die Yixian-Formation, war zur Unterkreide mit ausgedehnten Wäldern bedeckt und beherbergte diverse Wirbeltiere.
Sinocalliopteryx gehört zu den größten bekannten dort nachgewiesenen Dinosauriern und ist als Spitzenprädator zu betrachten. Neben ihm fand man auch andere Compsognathiden, den vergleichsweise großen und nahe verwandten Huaxiagnathus und Sinosauropteryx, die wohl zu seinem Beutespektrum zählten.